# 伊塔拉 (公司)
伊塔拉（芬蘭語：Iittala）是一个以设计品、餐具和炊具为主导产品的芬兰设计品牌，最早时以一家玻璃作坊成立于1881年。伊塔拉的官方标识是由蒂莫·萨尔帕内瓦在1956年设计的。
伊塔拉在玻璃器皿和玻璃艺术品中有很深厚的根基。著名的例子有由爱诺·阿尔托在1932年设计的“爱诺·阿尔托玻璃杯”，阿尔瓦尔·阿尔托在1936年设计的“萨沃伊花瓶（阿尔托花瓶）”，自1962年以来每年由奥伊瓦·托伊卡设计的托伊卡玻璃鸟收藏系列、以及由他在1964年设计的“露珠”（Kastehelmi）玻璃餐具，还有塔皮奥·维尔卡拉在1968年设计的“极冻”（Ultima Thule）玻璃杯系列。
随着时间的推移，伊塔拉使用的材料由玻璃扩展至陶瓷和金属等其它材料，但依然保持其进步优雅和永恒不朽的核心哲理。这些设计包括凯·弗兰克在1952年设计的“主题”（Teema）陶瓷餐具和蒂莫·萨尔帕内瓦在1960年设计的“萨尔帕内瓦”铸铁锅。
伊塔拉的产品在中国、越南、泰国和罗马尼亚等国家制造。但有一些玻璃器皿依然在芬兰制造。

## 图集

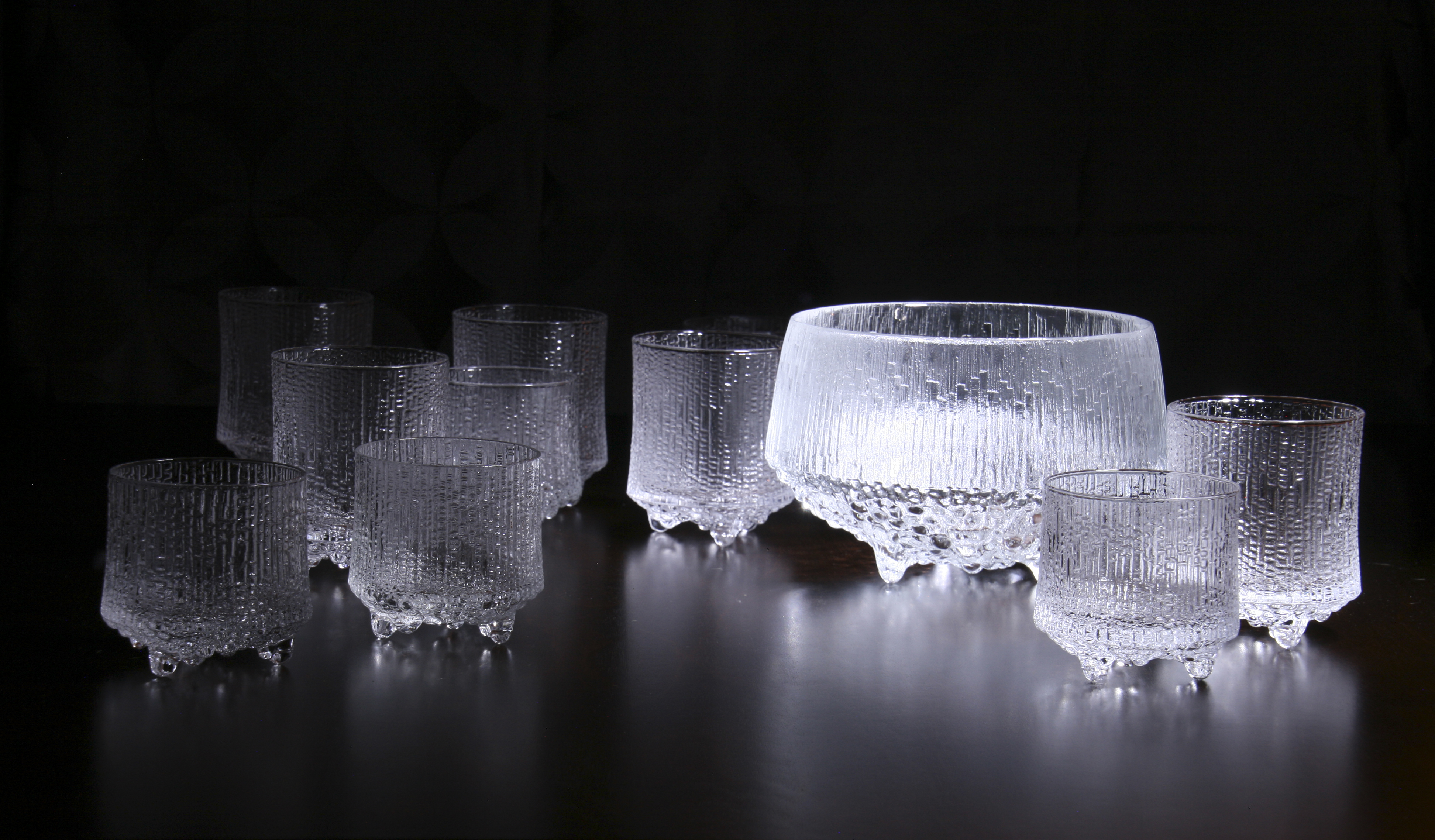
“极冻”（Ultima Thule）玻璃杯系列
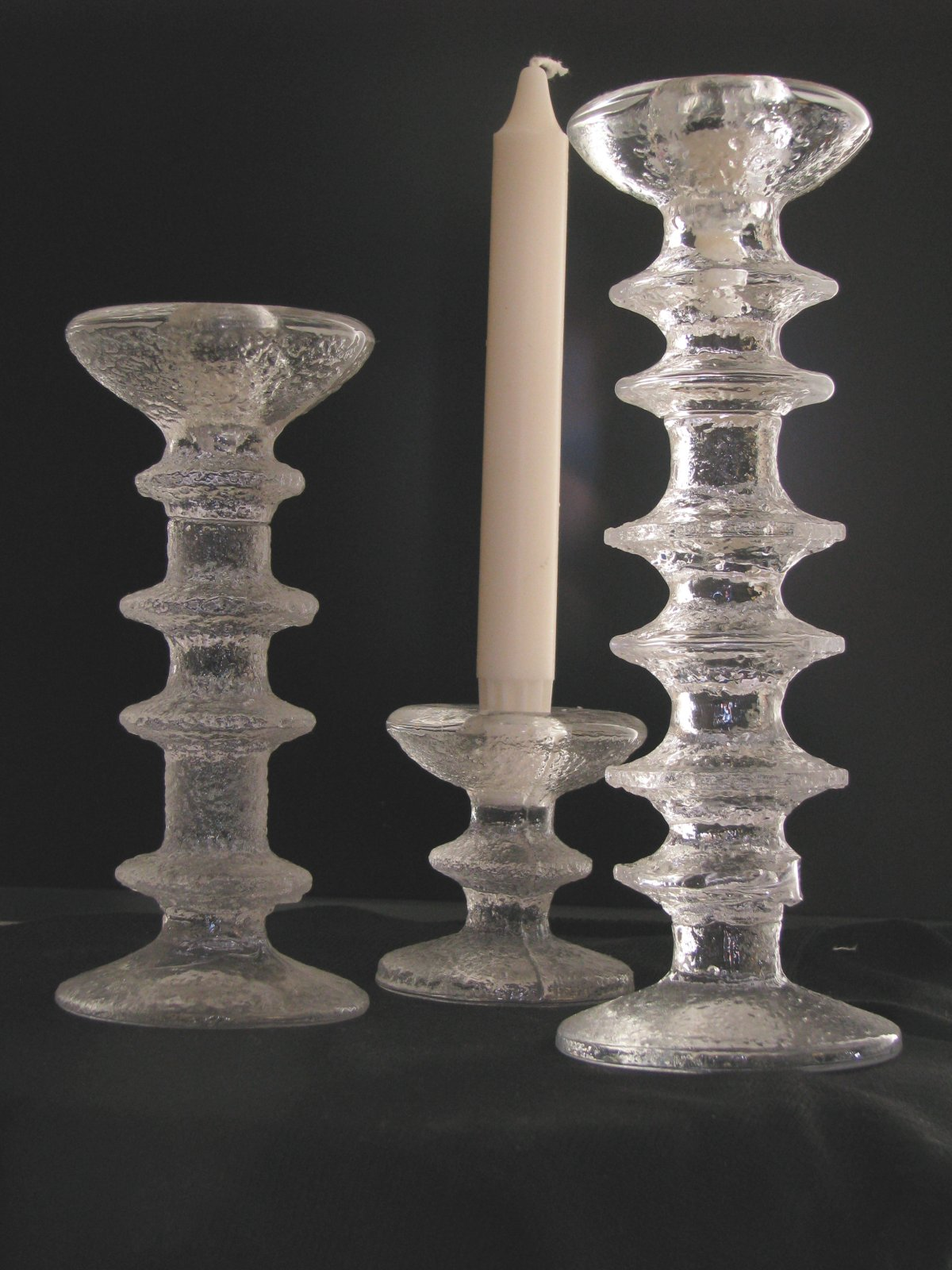
萨尔帕内瓦设计的烛台（Festivo系列）
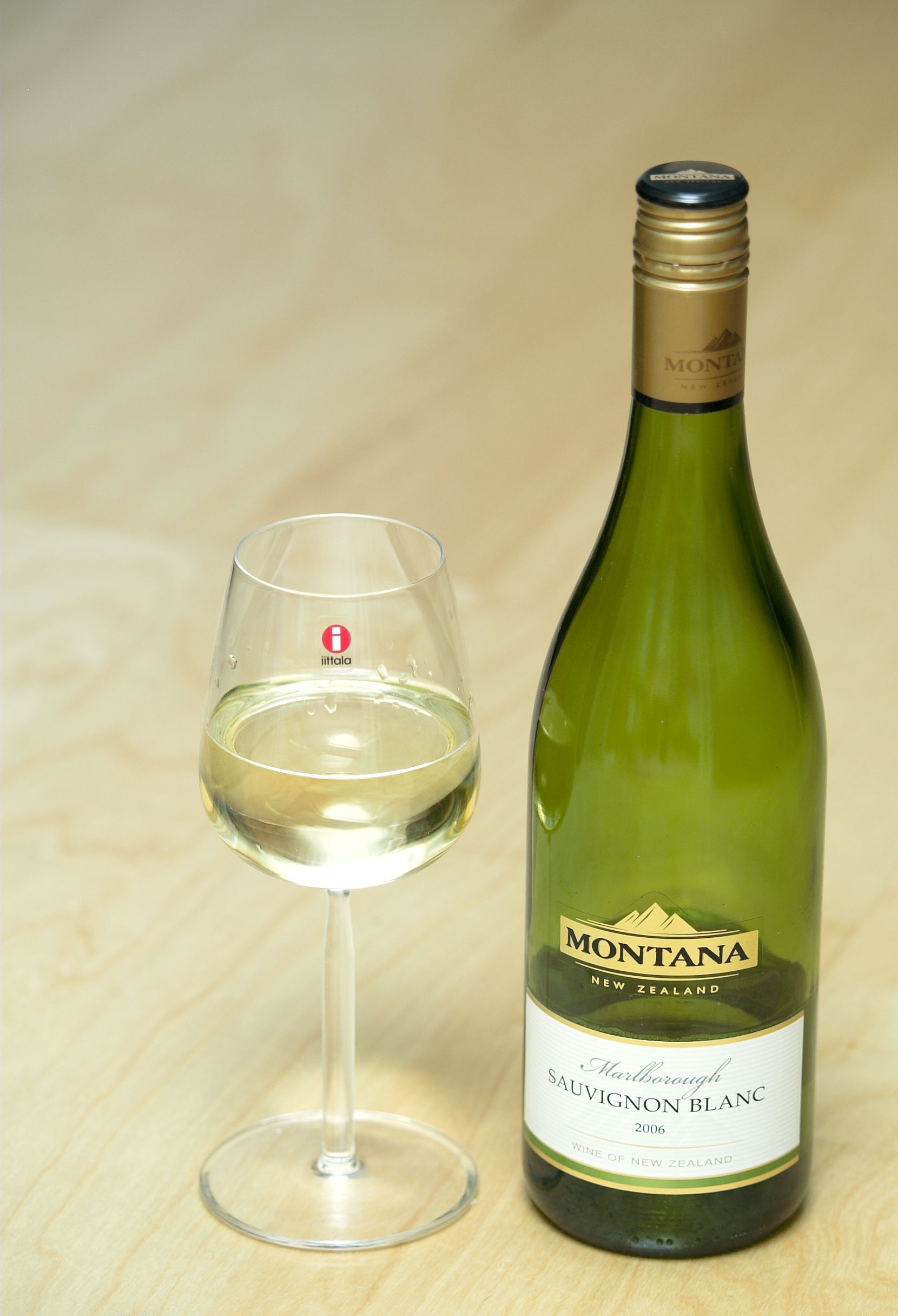
伊塔拉酒杯
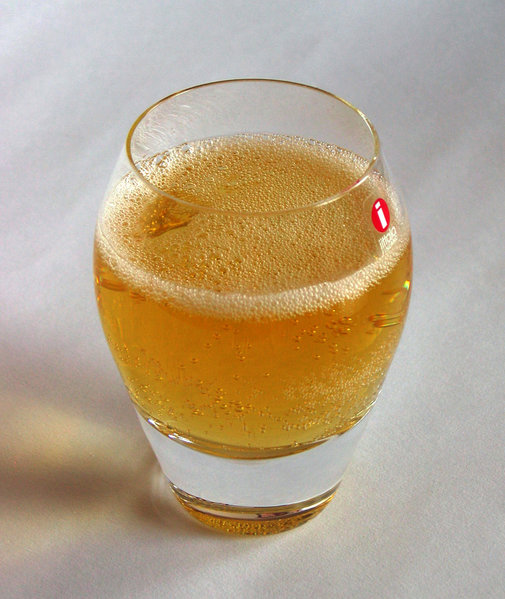
伊塔拉玻璃杯
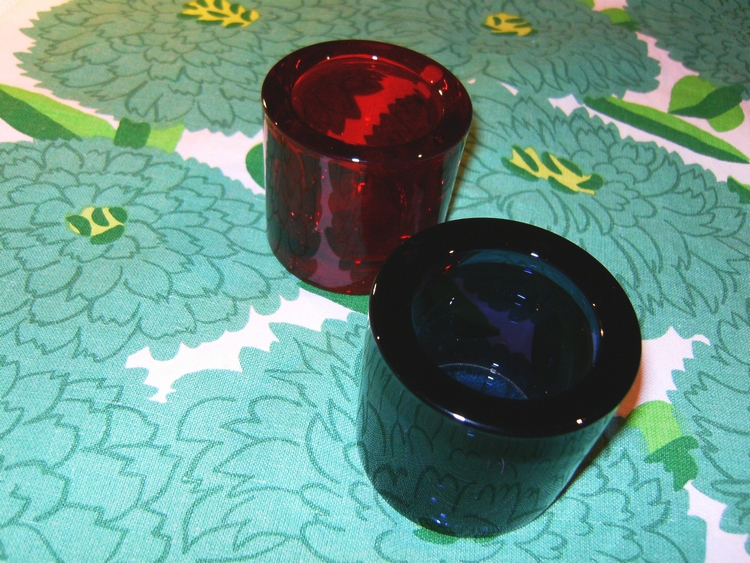
伊塔拉和玛莉美歌共同出品的烛台
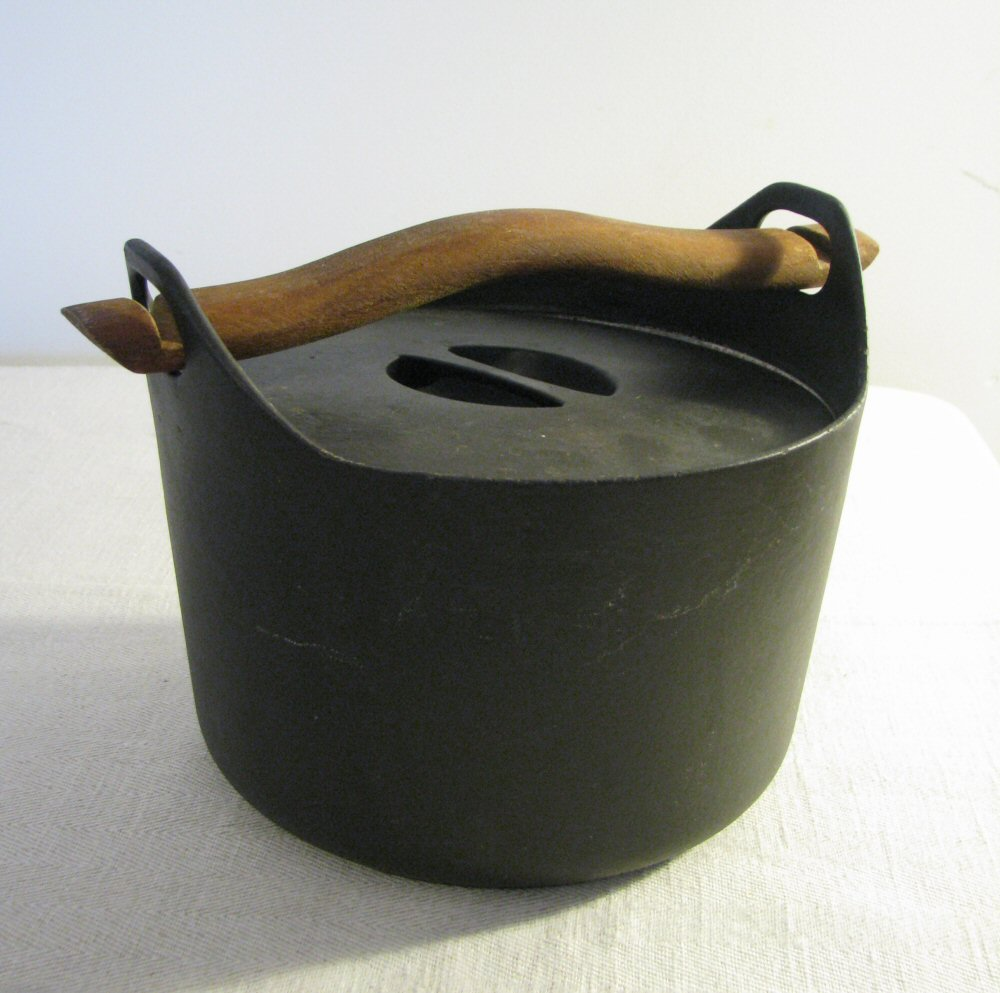
“萨尔帕内瓦”铸铁锅